# Artedius notospilotus
Artedius notospilotus es una especie de pez del género Artedius, familia Cottidae, orden Scorpaeniformes. Fue descrita científicamente por Girard en 1856.
Es una especie inofensiva para el ser humano.

## Descripción
La longitud total es de 25 centímetros.

## Distribución y hábitat
Se distribuye por el Pacífico oriental: en Washington, Estados Unidos, hasta el norte de Baja California, México. Habita en áreas intermareales donde puede alcanzar los 52 metros de profundidad.